# Torres Vedras
Torres Vedras és un municipi portuguès, situat al districte de Lisboa, a la regió del Centre i a la Subregió de l'Oeste. L'any 2004 tenia 75.494 habitants. Limita al nord amb Lourinhã, al nord-est amb Cadaval, a l'est amb Alenquer, al sud amb Sobral de Monte Agraço i Mafra i a l'oest amb Oceà Atlàntic.

## Població
| Població del concelho de Torres Vedras (1801 – 2004) | Població del concelho de Torres Vedras (1801 – 2004) | Població del concelho de Torres Vedras (1801 – 2004) | Població del concelho de Torres Vedras (1801 – 2004) | Població del concelho de Torres Vedras (1801 – 2004) | Població del concelho de Torres Vedras (1801 – 2004) | Població del concelho de Torres Vedras (1801 – 2004) | Població del concelho de Torres Vedras (1801 – 2004) | Població del concelho de Torres Vedras (1801 – 2004) |
| ---------------------------------------------------- | ---------------------------------------------------- | ---------------------------------------------------- | ---------------------------------------------------- | ---------------------------------------------------- | ---------------------------------------------------- | ---------------------------------------------------- | ---------------------------------------------------- | ---------------------------------------------------- |
| 1801                                                 | 1849                                                 | 1900                                                 | 1930                                                 | 1960                                                 | 1981                                                 | 1991                                                 | 2001                                                 | 2004                                                 |
| 17 244                                               | 15 021                                               | 35 726                                               | 47 917                                               | 58 837                                               | 65 039                                               | 67 185                                               | 72 250                                               | 75 494                                               |

## Freguesies
- A dos Cunhados
- Campelos
- Carmões
- Carvoeira
- Dois Portos
- Freiria
- Maceira
- Matacães
- Maxial
- Monte Redondo
- Outeiro da Cabeça
- Ponte do Rol
- Ramalhal
- Runa
- Santa Maria do Castelo e São Miguel (Torres Vedras)
- São Pedro da Cadeira
- São Pedro e Santiago (Torres Vedras)
- Silveira
- Turcifal
- Ventosa